# Tommaso Condulmer
Tommaso Condulmer (Venezia, 20 agosto 1759 – Venezia, 7 gennaio 1823) è stato un ammiraglio italiano.
Nel 1792 sostituì l'ammiraglio Angelo Emo nell'incarico di Capitano Straordinario delle Navi e Comandante dell'Armata Grossa di stanza a Corfù. Lasciato il comando della flotta a Leonardo Correr, nel 1796 coadiuvò, in qualità di Luogotenente, il Provveditore alle Lagune e ai Lidi Jacopo Nani incaricato di provvedere alla difesa di Venezia dalla minaccia portata delle truppe francesi del generale Napoleone Bonaparte. Insieme a Giovanni Zusto e Ludovico Manin IV e considerato uno dei responsabili della mancata difesa di Venezia dalle truppe francesi nel 1797, che portò alla definitiva caduta della Serenissima Repubblica.

## Biografia
Nacque a Venezia il 20 agosto 1759 da nobile famiglia appartenente al patriziato veneziano, figlio di Domenico ed Elisabetta Soranzo.
Arruolatosi giovanissimo nell'Armada veneziana partecipò a numerose spedizioni, tra le quali, come Governator di Nave, a quella comandata da Angelo Emo contro i pirati barbareschi del 1784.
Il 21 giugno di quell'anno una squadra navale veneziana, al comando del Capitano Straordinario delle Navi Emo, salpò dal canale di Malamocco per recarsi a combattere nelle acque della Tunisia. Essa era composta dal vascello da 74 cannoni Forza (ammiraglio Giovanni Moro), dalla fregata grossa da 64 cannoni Fama (nave ammiraglia), dallo sciabecco Tritone, dalle bombarde Distruzione e Polonia, e dalla galeotta Esploratore. Raggiunta Corfù il giorno 26 luglio, alla squadra si unirono altre tre navi: la fregata Concordia e gli sciabecchi Cupido e Nettuno. Nel 1785-1786, rinforzata dai vascelli da 74 cannoni Vittoria e Eolo, e dalle fregate Cavalier Angelo e Palma, la squadra navale veneziana eseguì bombardamenti contro Susa, Sfax, La Goletta e Biserta. Quando nell'ottobre del 1786 Emo fu richiamato a Venezia, con parte delle unità, in seguito alla firma del trattato di pace con il bey di Tunisi, egli assunse il comando di tre fregate incrociando ancora in quelle acque fino alla fine dell'anno.
Promosso contrammiraglio alzò la sua insegna sulla fregata grande da 56 cannoni Sirena, ed al comando di una piccola squadra navale, tra il 1787 e il 1792 eseguì numerose missioni nelle acque tra la Sardegna e la Tunisia. Venuto a conoscenza della morte di Emo, avvenuta a Malta il 3 marzo 1792, partì immediatamente per questa destinazione assumendo il comando dell'Armata Grossa di stanza a Corfù. Promosso viceammiraglio e divenuto Cavaliere dell'Ordine della Stola d'oro, innalzò la sua insegna sul vascello da 74 cannoni Vittoria riprendendo ad incrociare nelle acque del Mediterraneo, spingendosi fino in Algeria con una piccola squadra navale formata dal vascello Vittoria, dalle fregate Medusa e Palma e dal brigantino Giasone.
Il 2 giugno 1796, con l'approssimarsi del pericolo dovuto all'inizio della campagna d'invasione dell'Italia da parte delle truppe francesi al comando del generale Napoleone Bonaparte il Senato veneziano istituì la carica di Provveditore alle Lagune e ai Lidi che fu affidata a Jacopo Nani.
Lasciato il comando dell'Armata Grossa a Leonardo Correr, il 23 giugno 1796 affiancò il Nani in qualità di luogotenente, e dopo la morte di quest'ultimo, avvenuta il 3 aprile 1797, ricoprì lo stesso incarico anche sotto il suo successore, il senatore Giovanni Zusto.
Dopo la firma del trattato di Leoben (18 aprile 1797) con cui il generale Bonaparte si impegnò segretamente a cedere i territori della Repubblica di Venezia, allora formalmente neutrale, all'Impero austriaco, i francesi avanzarono risolutamente in territorio veneto. Il 25 aprile ai due plenipotenziari veneziani giunti a trattare Bonaparte dichiarò risolutamente: Sarò un Attila per lo Stato Veneto!. 
Condulmer parteggiò apertamente per l'arrivo degli occupanti francesi, arrivando a dichiarare che non si sarebbe potuto organizzare una seria resistenza, nonostante le cospicue forze a disposizione. Accusato più o meno apertamente di tradimento dovette difendersi dalla accuse arrivando a pubblicare un libro autobiografico, Il cittadino Tommaso Condulmer agli amatori della verità.
Quando il 17 marzo 1805 fu costituito il Regno d'Italia, il Condulmer conduceva vita disagiata a Treviso, dimenticato dai più. L'anno successivo l'imperatore Napoleone I lo creò Cavaliere d'onore della principessa Augusta di Baviera, moglie del Viceré Eugenio di Beauharnais, e poi Conte, Senatore e Cavaliere dell'Ordine della Corona di Ferro. 
Dopo la caduta dell'Imperatore e l'arrivo degli austriaci si ritirò a vita privata a Venezia, dove si spense il 7 gennaio 1823.

## Pubblicazioni
- Il cittadino Tommaso Condulmer agli amatori della verità, dalle stampe del cittadino Francesco Andreola, Venezia, 1797.

### Annotazioni
1. ↑  La coppia ebbe altri tre figli, Pietro Antonio (1752-1828), Giacomo (1754-?) e Margherita.
2. ↑  Al comando del Governator di Nave Nobiluomo Tommaso Condulmer.
3. ↑  Formata dalla fregate Pallade (c.v. Leonardo Correr), Sirena e Brillante, dallo sciabecco Cupido, e dalle galeotte Agile, Aletta, Azzardo, Comandante e Tisiffone.
4. ↑  Secondo l'autore Girolamo Dandolo l'ammiraglio Emo fu quasi certamente avvelenato, e tra i più probabili mandanti dell'assassinio cita proprio il Condulmer, insieme all'aiutante di bandiera dell'ammiraglio Emo, Jacopo Parma, che sarebbe stato l'autore materiale del delitto.
5. ↑  Secondo Guido Erizzo si trattava di 19.500 soldati con 800 pezzi d'artiglieria, appoggiati dai forti e da 200 legni armati.

### Fonti
1. ↑  Dandolo 1855, p. 36.
2. 1 2  Cau 2011, p. 158.
3. ↑  Dandolo 1855, p. 37.
4. ↑  Dandolo 1855, p. 38.
5. ↑  Cau 2011, p. 164.
6. 1 2  Cau 2011, p. 175.
7. 1 2  Dandolo 1855, p. 39.
8. ↑  Cau 2011, p. 171.
9. ↑  Cau 2011, p. 176.
10. 1 2  Dandolo 1855, p. 196.
11. 1 2 3  Dandolo 1855, p. 164.
12. ↑  Ercole 2015, p. 42.
13. ↑  Ercole 2015, p. 43.
14. 1 2  Dandolo 1855, p. 165.